# Amphiglossa tomentosa
Amphiglossa tomentosa là một loài thực vật có hoa trong họ Cúc. Loài này được (Thunb.) Harv. mô tả khoa học đầu tiên năm 1865.